# Португальская партия
Португальская партия (порт. O Partido Português) — условное название унионистов и лоялистов в Бразилии времён борьбы за независимость 1821—1825 годов. Поначалу интересы партии разделял и регент Педру I, уроженец Португалии и сын португальского короля. Собственно слово «партия» употреблялось по отношению к группе лиц, заинтересованных в продолжении унии с Португалией, лишь условно. У неё не было членства или штаб-квартиры. Тем не менее, оживлённые дискуссии между сторонниками и противниками независимости велись на улицах городов и сёл, в кафе, клубах и салонах Рио-де-Жанейро. По мере развития событий, стало ясно, что пропортугальски настроенные слои в основном состояли из небольшой группы городских чиновников и военных высшего звена, а также португальских работорговцев, интенсивно задействованных на северо-востоке страны. Интересы подавляющего большинства буржуазии, нуворишей, мещан и уроженцев колонии (креолы) представляла так называемая Бразильская партия. Понимая сложившуюся ситуация, регент вскоре перешёл на сторону последних. В конце XIX века в Бразилию переселилось значительное количество иммигрантов непортугальского происхождения. Поэтому политические связи между двумя странами с тех пор сильно ослабли, хотя культурно-языковые продолжают оставаться достаточно сильными.